# Diploplecta proxima
Diploplecta proxima là một loài nhện trong họ Linyphiidae.
Loài này thuộc chi Diploplecta. Diploplecta proxima được Alfred Frank Millidge miêu tả năm 1988.